# 유럽밤나무

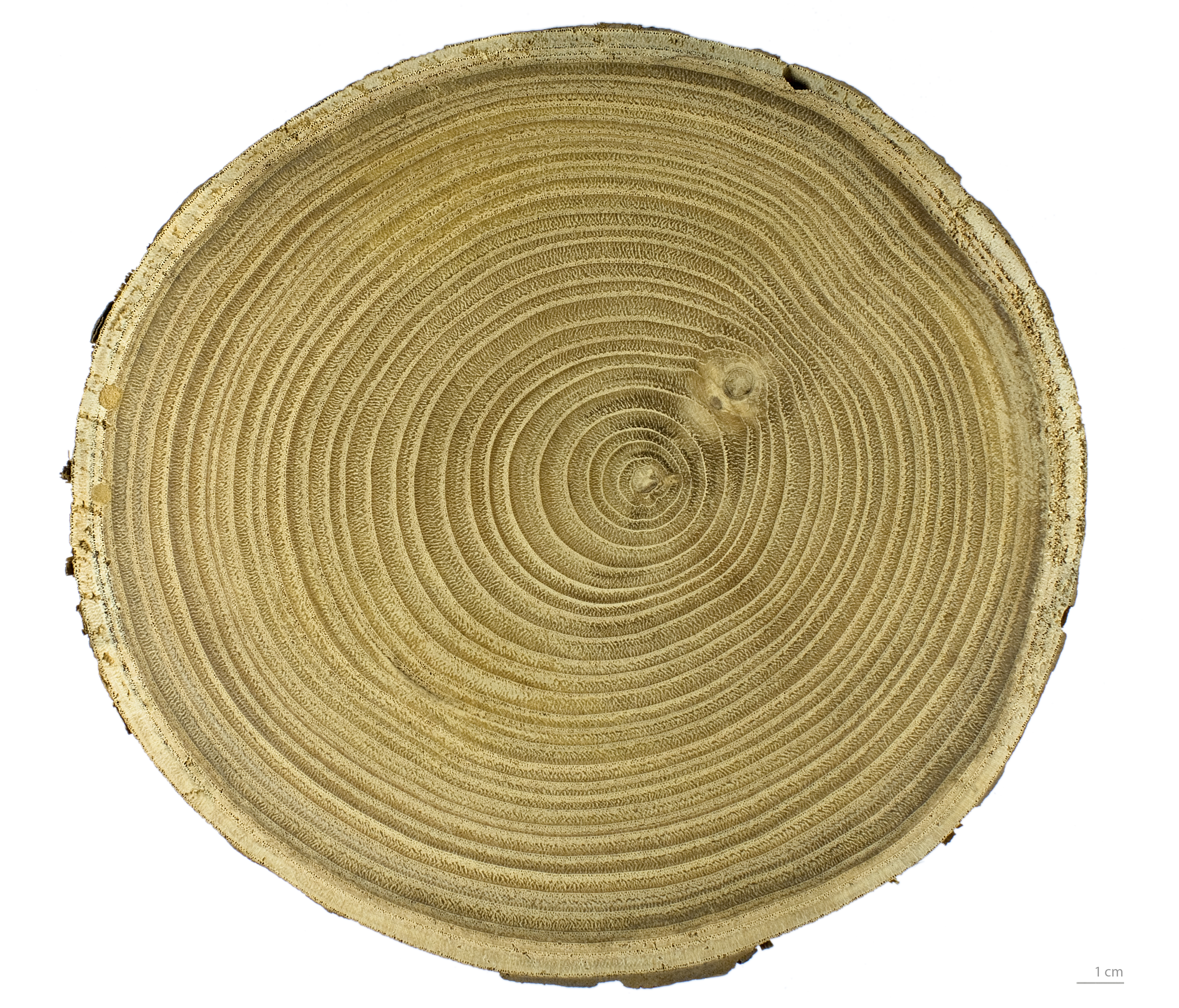
Castanea sativa

유럽밤나무는 유럽과 소아시아가 원산인, 밤나무과의 낙엽 교목이다.
고대 로마 시대 때부터 유럽 지역에서 열매를 먹기 위해 재배했다.
목재는 단단하여 가구나 통(특히 발삼 식초를 숙성시키기 위한 통), 건축 자재로 쓴다. 쉽게 쪼개지는 특성 때문이 큰 조각으로는 쓰지 않는다.

## 설명
유럽밤나무는 높이가 20~35m(66~115피트)이고 줄기 직경이 2m(7피트)인 경우가 많다. 가슴 높이 직경이 7.5m(25피트)인 나무 한 그루를 포함하여 직경이 4m(13피트)가 넘는 약 20그루의 나무가 기록되어 있다. 시칠리아의 백마 밤나무로 알려진 유명한 고대 나무는 역사적으로 직경이 18m(59피트)에 달하는 것으로 기록되었다(비록 지상에서 여러 줄기로 나뉘어져 있음). 나무껍질은 종종 몸통 위로 양방향으로 나선형으로 이어지는 깊은 고랑이나 균열이 있는 그물 모양(망상) 패턴을 가지고 있다. 줄기는 대부분 직선형이며 낮은 높이에서 가지가 갈라진다. 장방형 피침형의 굵은 톱니 모양의 잎은 길이가 16~28cm(6~11인치)이고 너비가 5~9cm(2~4인치)이다.
암수의 꽃은 길이 10~20cm(4~8인치)의 직립형 캣킨으로 피는데, 수꽃은 윗부분에, 암꽃은 아랫부분에 핀다. 북반구에서는 6월 말부터 7월까지 피고, 가을이 되면 암꽃은 10월에 떨어지는 3~7개의 갈색 견과를 포함하는 가시가 있는 큐풀로 발전한다. 암꽃은 결국 씨앗에서 포식자를 저지하는 뾰족한 칼집을 형성한다. 밤나무는 자연적으로 자가수분이 불가능하다. 즉, 식물이 스스로 수분을 할 수 없으므로 교차 수분이 필요하다. 일부 품종은 큐풀당 하나의 큰 종자만 생산하는 반면, 다른 품종은 최대 3개의 종자를 생산한다. 견과류 자체는 두 개의 껍질로 구성되어 있다. 외부의 반짝이는 갈색 부분과 과일에 붙어 있는 내부 껍질이다. 그 안에는 자엽에서 발달한 크림빛 흰색의 먹을 수 있는 부분이 있다.
밤나무는 수명이 500~600년 정도 산다. 재배 시에는 심지어 1,000년 이상까지 성장할 수도 있다.

## 같이 보기
- 미국밤나무
- 약밤나무

1. ↑  National Academies of Sciences, Engineering, and Medicine; Health and Medicine Division; Food and Nutrition Board; Committee to Review the Dietary Reference Intakes for Sodium and Potassium (2019). 〈Chapter 4: Potassium: Dietary Reference Intakes for Adequacy〉.   Oria, Maria; Harrison, Meghan; Stallings, Virginia A. 《Dietary Reference Intakes for Sodium and Potassium》. The National Academies Collection: Reports funded by National Institutes of Health. Washington, DC: National Academies Press (US). 120–121쪽. doi:10.17226/25353. ISBN 978-0-309-48834-1. PMID 30844154. 2024년 12월 5일에 확인함.
2. ↑  United States Food and Drug Administration (2024). “Daily Value on the Nutrition and Supplement Facts Labels”. 《FDA》. 2024년 3월 27일에 원본 문서에서 보존된 문서. 2024년 3월 28일에 확인함.